# Фонтани раю
«Фонтани Раю» (англ. The Fountains of Paradise) — науково-фантастичний роман Артура Кларка, опублікований в 1979 році. Сюжет розгортається навколо спорудження в XXII столітті космічного ліфта для здешевлення виводу вантажів і пасажирів на орбіту Землі.
Роман отримав обидві найпрестижніші премії в галузі фантастики: «Г'юґо» (1980) і «Неб'юла» (1979). Сам Кларк вважав цей роман своїм найкращим твором.

## Сюжет
У XXII столітті, доктор Ванневар Морган, відомий інженер-будівельник, сподівається втілити теоретичну концепцію «космічного ліфта» в реальність. Але слушне місце для основи ліфта знаходиться у країні Тапробан (вигаданий аналог Шрі-Ланки, переміщеної на екватор) на вершині гори Шрі Канда (схожість з горою Шріпада), де знаходиться стародавній буддистський монастир, ченці якого виступають проти цього плану і мають підтримку з боку Міжнародного суду. В минулому на острові правив цар Калідаса, відомий будівництвом «Райських Садів» з фонтанами біля скелі Яккагала (схожість зі скалою Сігірія).
Морган шукає підтримку в Народного Марса, оскільки на Марсі космічний ліфт побудувати простіше. Щоб продемонструвати життєздатність технології, Морган спочатку намагається протягнути тонкий кабель з нановолокон вуглецю від орбітального заводу до рівня землі у Тапробані. Монах в монастирі, колишній астрофізик, який є математичним генієм, намагається саботувати експеримент шляхом створення штучного урагану за допомогою викраденого супутника управління погодою. Його спроба виявляється успішною, але за іронією долі, ураган збирає метеликів на вершині гори. Це відповідає давньому пророцтву, яке змушує ченців покинути гору. Тепер ліфт нарешті може бути збудований. Народний Марс погоджується на допомогу в проєкті.
Минає кілька років і космічний ліфт завершений. Під час роботи стається аварія, семеро людей залишаються в космосі і Морган шукає спосіб їх врятувати. Він вирішує сам, попри поважний вік, вирушити на порятунок в модернізованому апараті «Павук», але застрягає за 200 км від цілі. Йому вдається здійснити рятувальну операцію і на верху ліфта у Моргана з'являється ідея про кільце навколо планети, сполучене з поверхнею іншими ліфтами. Під час спуску на Землю серце Моргана не витримує навантажень і він помирає.
Короткий епілог показує Землю через 1500 років, після того, як сонце охолонуло і Земля збезлюдніла, покрившись льодом до самого екватора. Люди тепер живуть на тераформованих внутрішніх планетах, готуючись до прогнозованого потепління. Декілька космічних ліфтів ведуть до гігантської космічної станції «Кільцеве Місто», яка оперізує Землю на геостаціонарній висоті. Землю відвідує посланець позаземної цивілізації й дивується чому перший космічний ліфт людей називається Баштою Калідаси.

## Головні персонажі
- Ванневар Морган — головний герой, видатний інженер, до проєкту космічного ліфта був керівником будівництва гігантського мосту через Гібралтарську протоку.
- Воррен Кінгслі — інженер, заступник і друг Моргана. Попри участь у спорудження висотних споруд, має акрофобію (боязнь висоти).
- Радж (Йохан Олівер де Альвіс Шрі Раджасінха) — знаменитий політик і дипломат, до початку оповіді вже відійшов від справ, але ще зберіг великий вплив. Підтримував Моргана і його колосальний проєкт.
- Максін Дюваль — відома журналістка, лауреат Пулітцерівської премії, давня знайома Раджа. Була високої думки про Моргана, підтримувала його інформаційно і морально.
- Поль Сарат — почесний професор археології університету Тапробана, друг Раджа.
- Бодхідхарма Маханаяке Тхера — 85-й за рахунком Верховний Жрець храму Шрі Канда. Противився будівництву ліфта на місці монастиря.
- Чом Голдберг/Паракарма — вчений, який розривався між наукою і релігією. На початку роману був особистим секретарем у Маханаяке Тхера, але пізніше знову прийняв атеїстичну позицію і допоміг Моргану отримати дозвіл на будівництво ліфта.

## Паралелі з іншими творами Кларка
- Як і в романі «Побачення з Рамою», в сюжеті описано проліт розвідувального безпілотного космічного корабля чужинців під керуванням штучного інтелекту через Сонячну систему.
- У романі «2061: Одіссея Три» теж згадується «Кільцеве Місто» на орбіті Землі.
- В оповіданні «Урок історії» дія відбувається під час нового льодовикового періоду на Землі.

## Нагороди та номінації
Переможець: премія «Неб'юла» за найкращий роман — 1979, премія «Г'юго» за найкращий роман — 1980.
Номінація: премія Британської науково-фантастичної асоціації — 1979, премія «Локус» за найкращий науково-фантастичний роман — 1980.